# Soudé

Soudé este o comună în departamentul Marne, Franța. În 2009 avea o populație de 160 de locuitori.